# Facundo Farías
Pour les articles homonymes, voir Farías.
Facundo Farías, né le 28 août 2002 à Santa Fe, est un footballeur argentin jouant au poste de milieu offensif à l’Inter Miami en MLS.

## Biographie

### Parcours en club
Ayant commencé sa formation dans l'Escuela de Fútbol UNL, Farías est également passé par les Corinthians de Santa Fe, avant de rejoindre le CA Colón à 13 ans.
Le jeune footballeur fait ses débuts professionnels lors d'un match de Primera División contre l'Atlético Tucumán, entrant en jeu à la place de Mauro Da Luz (en) lors de cette défaite à domicile,.
S'imposant peu à peu dans l'effectif de Colón lors d'une année 2020 marquée par la Covid-19, il arrive notamment à marquer trois buts lors de ses dix premiers matchs, dont seulement deux titularisation.
L'année suivante il devient un élément central de l'effectif de Santa Fe, notamment lors du parcours victorieux en Coupe de la Ligue professionnelle argentine 2021 — une compétition au format et au statut hybride, organisée par la ligue argentine à la suite de la suspension du championnat argentin due à la covid — qui constitue le premier titre du Colón au plus haut niveau argentin en 116 ans d'histoire. Farías attire alors les regards de nombreux grands clubs argentins et européens, étant vu comme un des meilleurs U20 du football argentin,, voire mondial, apparaissant entre autres à la 29e place du top 100 des moins de 20 ans du CIES (en),.
Le 29 juillet 2023, Facundo Farías est transféré à l'Inter Miami, franchise de Major League Soccer, où il signe un contrat jusqu'au terme de la saison 2026.

### Parcours en sélection
Déjà appelé avec les moins de 15 ans en 2015, Farías est appelé avec les moins de 17 ans argentins en 2019,,.

## Palmarès
Club Atlético Colón
- Vainqueur de la Coupe de la Ligue d'Argentine en 2021.

 Inter Miami
- Vainqueur de la Leagues Cup en 2023